# Fayette County (Kentucky)
Fayette County ist ein County im Bundesstaat Kentucky der Vereinigten Staaten. Das U.S. Census Bureau hat bei der Volkszählung 2020 eine Einwohnerzahl von 322.570 ermittelt.
Der Verwaltungssitz (County Seat) ist Lexington, das nach der gleichnamigen Stadt in Massachusetts benannt wurde.

## Geographie
Das County liegt nordöstlich des geographischen Zentrums von Kentucky und hat eine Fläche von 739 Quadratkilometern, wovon drei Quadratkilometer Wasserfläche sind. Es grenzt im Uhrzeigersinn an folgende Countys: Scott County, Bourbon County, Clark County, Madison County, Jessamine County und Woodford County.

## Geschichte

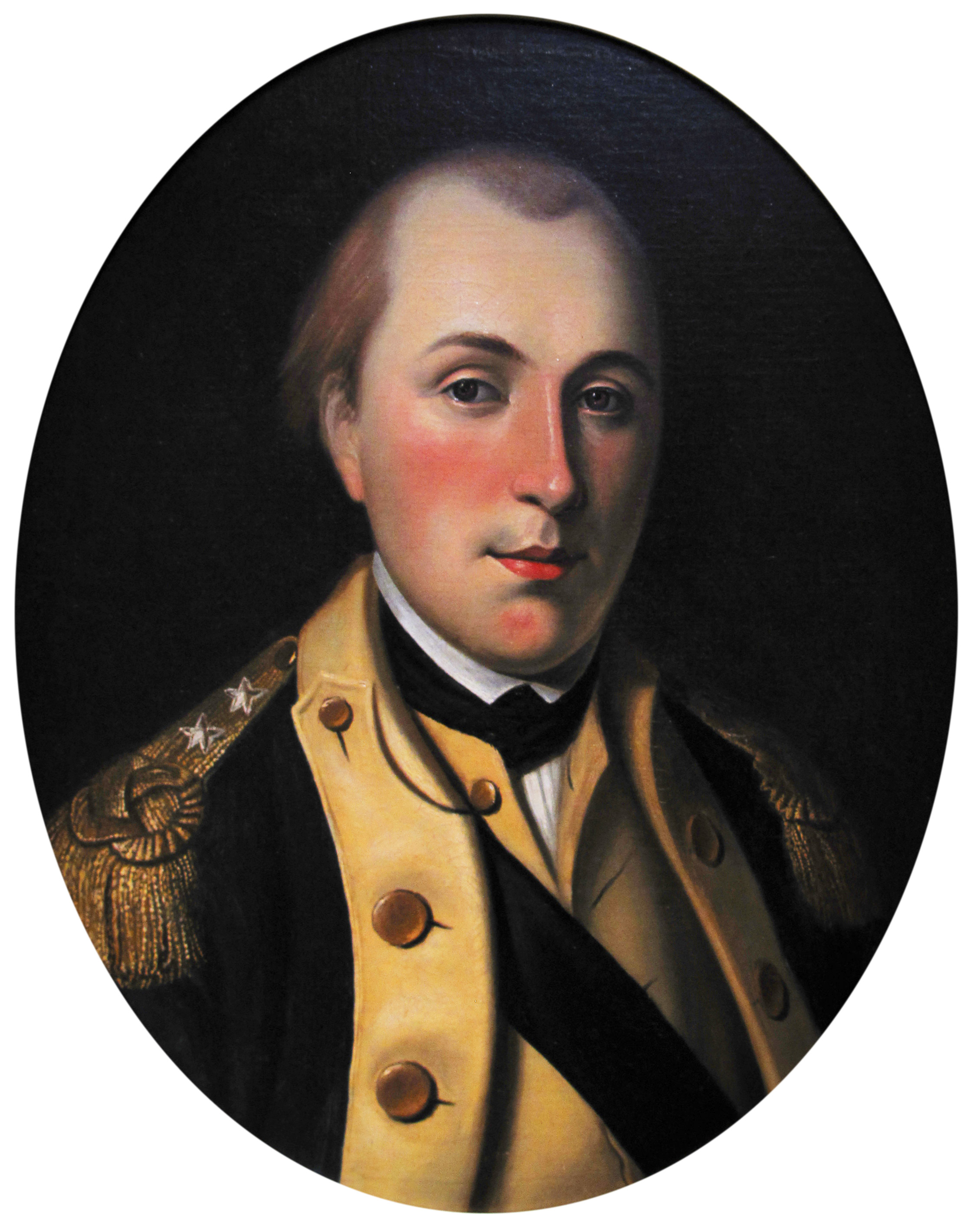
La Fayette

Fayette County wurde am 1. Mai 1780 als Original-County gebildet. Es war neben dem Jefferson County und dem Lincoln County eines der drei Countys, die bei der Bildung des Staates Kentucky existierten. Das County umfasste das Gebiet nördlich und östlich des Kentucky Rivers. Aus ihm entstanden 37 der heutigen Countys und sieben weitere erhielten Teile von ihm. Die endgültigen Grenzen des Countys wurden 1799 festgelegt. Benannt wurde es nach Marie-Joseph Motier, Marquis de La Fayette, einem Unterstützer im Amerikanischen Unabhängigkeitskrieg.
Am 1. Januar 1974 bildeten die Countyverwaltung und die Stadt Lexington ein consolidated city-county, verwaltet durch das Lexington-Fayette Urban County Government.
Im Fayette County liegen drei National Historic Landmarks, der Keeneland Race Course, das Old-Morrison-Gebäude der Transylvania University und Ashland, das Herrenhaus von Henry Clay. Insgesamt sind 170 Bauwerke und Stätten des Countys im National Register of Historic Places eingetragen (Stand 7. September 2017).

## Demografische Daten

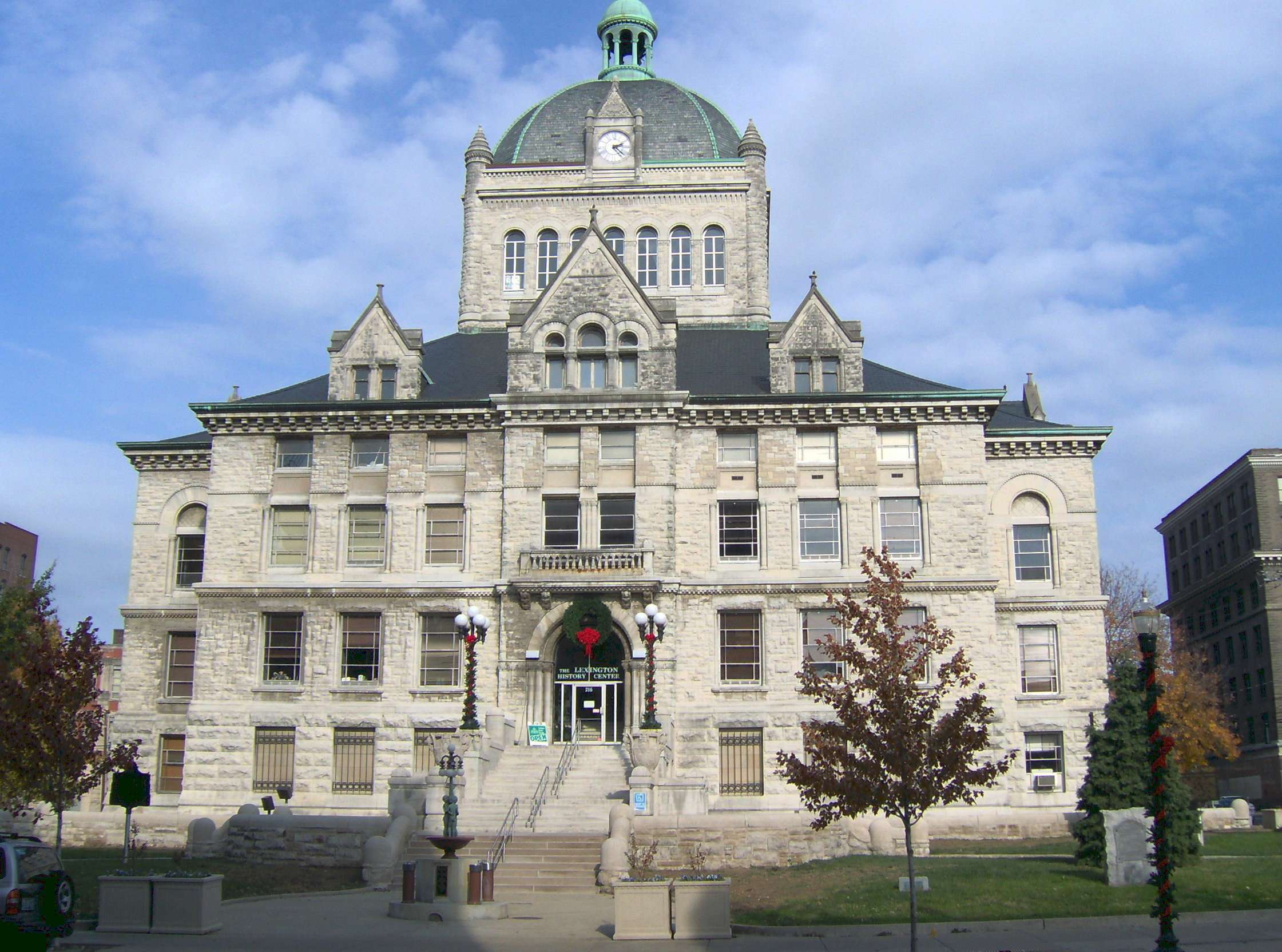
Altes County Courthouse des Fayette Countys in Lexington

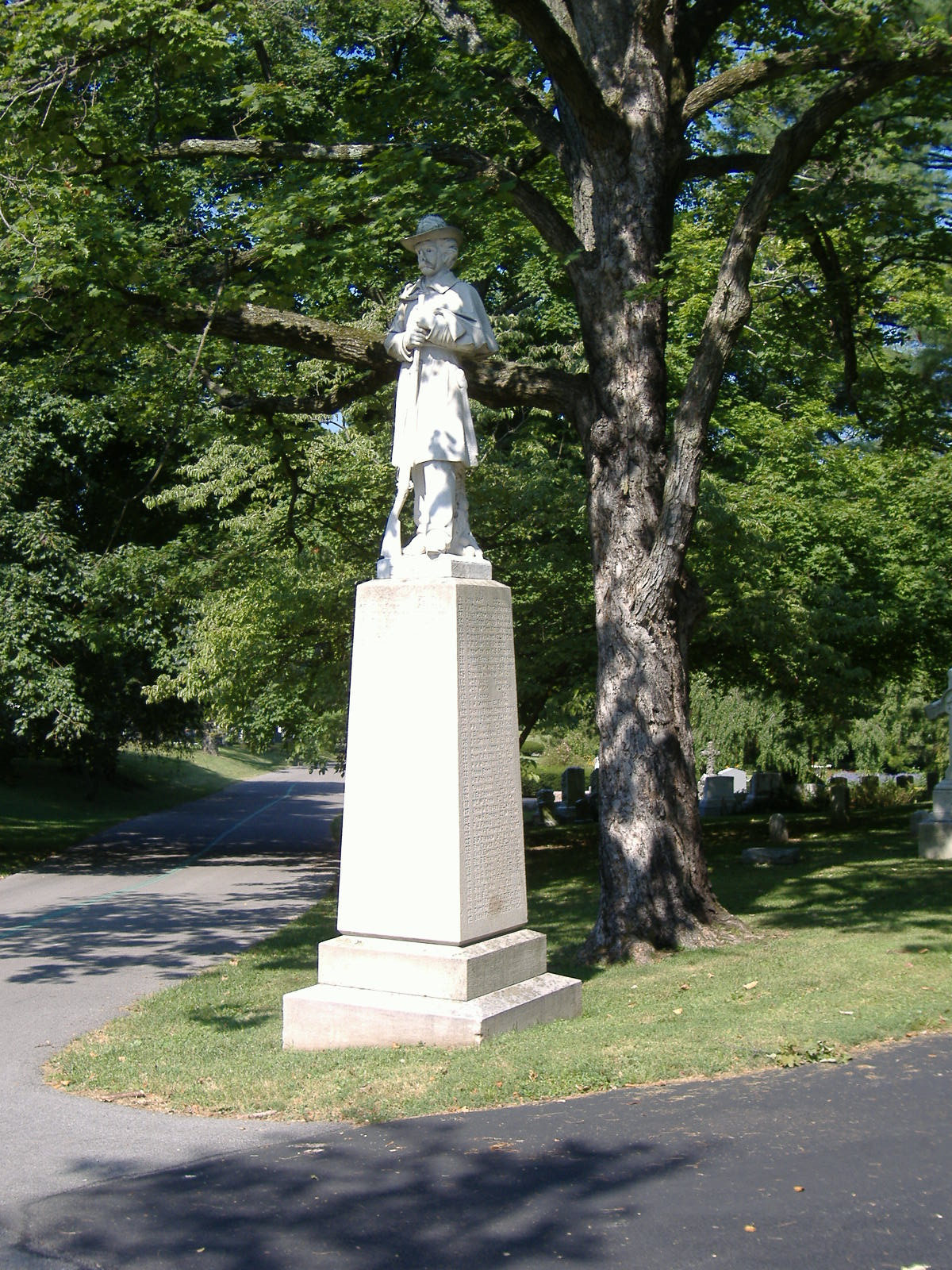
Confederate Soldier Monument in Lexington

Nach der Volkszählung im Jahr 2000 lebten im Fayette County 260.512 Menschen. Davon wohnten 12.723 Personen in Sammelunterkünften, die anderen Einwohner lebten in 108.288 Haushalten und 62.915 Familien. Die Bevölkerungsdichte betrug 354 Einwohner pro Quadratkilometer. Ethnisch betrachtet setzte sich die Bevölkerung zusammen aus 81,04 Prozent Weißen, 13,48 Prozent Afroamerikanern, 0,19 Prozent amerikanischen Ureinwohnern, 2,46 Prozent Asiaten, 0,03 Prozent Bewohnern aus dem pazifischen Inselraum und 1,21 Prozent aus anderen ethnischen Gruppen; 1,58 Prozent stammten von zwei oder mehr Ethnien ab. 3,29 Prozent der Bevölkerung waren spanischer oder lateinamerikanischer Abstammung.
Von den 108.288 Haushalten hatten 27,3 Prozent Kinder und Jugendliche unter 18 Jahre, die bei ihnen lebten. 43,5 Prozent waren verheiratete, zusammenlebende Paare, 11,5 Prozent waren allein erziehende Mütter, 41,9 Prozent waren keine Familien, 31,7 Prozent waren Singlehaushalte und in 7,5 Prozent lebten Menschen im Alter von 65 Jahren oder darüber. Die Durchschnittshaushaltsgröße betrug 2,29 und die durchschnittliche Familiengröße lag bei 2,90 Personen.
Auf das gesamte County bezogen setzte sich die Bevölkerung zusammen aus 21,3 Prozent Einwohnern unter 18 Jahren, 14,6 Prozent zwischen 18 und 24 Jahren, 33,2 Prozent zwischen 25 und 44 Jahren, 20,9 Prozent zwischen 45 und 64 Jahren und 10,0 Prozent waren 65 Jahre alt oder darüber. Das Durchschnittsalter betrug 33 Jahre. Auf 100 weibliche Personen kamen 96,5 männliche Personen. Auf 100 Frauen im Alter von 18 Jahren alt oder darüber kamen statistisch 94,3 Männer.
Das jährliche Durchschnittseinkommen eines Haushalts betrug 39.813 USD, das Durchschnittseinkommen der Familien betrug 53.264 USD. Männer hatten ein Durchschnittseinkommen von 36.166 USD, Frauen 26.964 USD. Das Pro-Kopf-Einkommen betrug 23.109 USD. 8,2 Prozent der Familien und 12,9 Prozent der Bevölkerung lebten unterhalb der Armutsgrenze. Darunter waren 14,3 Prozent der Kinder und Jugendlichen unter 18 Jahren und 8,6 Prozent der Senioren ab 65 Jahren.

## Orte im County
- Ashland Park
- Athens
- Avon
- Baralto
- Beaumont Park
- Blueberry Hill
- Bracktown
- Brigadoon
- Brighton
- Brookhaven
- Cadentown
- Cardinal Hill
- Cardinal Valley
- Centerville
- Chevy Chase
- Chilesburg
- Coletown
- Colony
- Columbus
- Crestwood
- Deep Springs
- Deerfield
- Dixie Plantation
- Donerail
- East Hickman
- Eastland
- Eastland Park
- Elk Chester
- Fairway
- Fenwick
- Fort Spring
- Frogtown
- Gamesway
- Garden Springs
- Gardenside
- Greendale
- Hermitage Hills
- Hi-Acres
- Highlands
- Hinda Heights
- Holiday Hills
- Hollywood
- Idle Hour
- Indian Hills
- Jimtown
- Jonestown
- Kenawood
- Kingston
- Lakeview Acres
- Lansdowne
- Lexington
- Lexington Manor
- Lexington-Fayette
- Liberty Heights
- Little Georgetown
- Little Texas
- Loradale
- Mattoxtown
- Meadowthorpe
- Montclair
- Monticello
- Montrose
- Mount Vernon
- Muir
- Nihizertown
- Open Gates
- Pine Meadows
- Pinehurst
- Pricetown
- Rockwood
- Sandersville
- Shadeland
- Shawneetown
- South Elkhorn
- Southeastern Hills
- Southland
- Spears
- Spindletop Estates
- Stonewall Estates
- Stoneybrook
- Thoroughbred Acres
- Twin Oaks
- Uttingertown
- Viley
- Walnut Hill
- Warrenton
- Westmoreland
- Yarnallton
- Zandale